# Ремшайдский симфонический оркестр
Ремшайдский симфонический оркестр (нем. Remscheider Symphoniker), до 1985 г. Городской оркестр Ремшайда (нем. Städtisches Orchester Remscheid) — симфонический оркестр, действовавший в Германии, в городе Ремшайд, в 1925—1995 гг., после чего был объединён с Симфоническим оркестром города Золинген в Бергский симфонический оркестр.

## История
Оркестр был основан по инициативе бургомистра Ремшайда Вальтера Хартмана. Первый концерт оркестра, состоявшего первоначально из 26 музыкантов, состоялся 11 марта и включал произведения Ференца Листа и Рихарда Вагнера. На пост первого руководителя оркестра по рекомендации Германа Абендрота был приглашён Феликс Оберборбек. Под руководством Оберборбека в 1927 г. был проведён трёхдневный музыкальный фестиваль в честь столетия смерти Людвига ван Бетховена, в качестве солистов с оркестром выступали Людвиг Хёльшер, Элли Ней, Георг Куленкампф. С 1936 г. с участием оркестра проходили ежегодные Ремшайдские недели культуры (нем. Remscheider Kulturwochen), в конце 1930-х гг. оркестром дирижировал Ганс Пфицнер, как солисты с ним выступали Клаудио Аррау, Гаспар Кассадо, Вильгельм Кемпф. В 1943 г. городской театр, в котором выступал оркестр, был разрушен бомбардировкой.
После Второй мировой войны оркестр уже в августе 1945 года был собран вновь и приступил к репетициям, а в октябре начал концертную программу исполнением оратории Йозефа Гайдна «Сотворение мира». В сезоне 1945—1946 гг. оркестр дал 164 концерта, в первые послевоенные годы также много гастролировал по окрестным городам (в 1946 году 51 гастрольный концерт, в 1947 году — 42). В 1950 г. оркестр отпраздновал 25-летие, по случаю которого за пульт встал его первый руководитель Оберборбек. Руководство молодого дирижёра Отмара Зуйтнера в середине 1950-х гг. привело к заметному росту мастерства коллектива. В 1954 г. оркестр вернулся на свою постоянную площадку во вновь открытый после ремонта городской театр. В конце 1950-х гг. дирижёр Зигфрид Гослих попытался привлечь внимание ремшайдской публики серией концертов современной музыки Musica viva, в 1961 г. в качестве приглашённого дирижёра с оркестром выступил Пауль Хиндемит. В дальнейшем деятельность оркестра в большей степени была направлена на популяризацию музыки, особенно среди молодёжи. В 1991 г. оркестр гастролировал в Кемпере, городе-побратиме Ремшайда.
На всём протяжении своего существования оркестр испытывал определённые финансовые трудности, для преодоления которых постоянно предлагалось объединить его с оркестром соседнего Золингена (в конце 1930-х гг. и на рубеже 1940—1950-х гг. такое объединение ненадолго имело место). В начале 1990-х гг. руководившая городом администрация Христианско-демократического союза провела соответствующее решение, и в 1995 году, несмотря на 26487 подписей, собранных под письмом протеста, самостоятельный Ремшайдский симфонический оркестр прекратил своё существование.

## Руководители
- Феликс Оберборбек (1925—1934)
- Хорст-Тану Марграф (1935—1943)
- Феликс Раабе (1943—1944)
- Хельмут Шефер (1947—1952)
- Отмар Зуйтнер (1952—1957)
- Хельмут Фельмер (1957—1958)
- Зигфрид Гослих (1958—1961)
- Томас Унгар (1961—1966)
- Александр Румпф (1966—1980)
- Кристоф Штепп (1980—1988)
- Райнхард Зайфрид (1991—1993)
- Клаус Экхард Шнайдер (1993—1995)